# Гулиев, Зафар Гусейн оглы
Зафар Гусейн оглы Гулиев (14 июля 1951, Кировабад, Азербайджанская ССР — 29 января 2015, Тбилиси) — азербайджанский политолог, редактор.

## Биография
В 1978 году с отличием окончил Институт русского языка и литературы им. М. Ф. Ахундова в Баку. В 1986—1990 гг. преподавал философию в Бакинской высшей партийной школе при ЦК КПСС, до 1998 г. читал лекции по философии, политологии и социологии в бакинских вузах.
В 1990—1998 гг. — старший, затем ведущий научный сотрудник Института философии и права Национальной Академии Наук Азербайджана.
В 1996 г. выступил соучредителем журнала Caspian Basin и по 1999 г. был его главным редактором. Одновременно в 1995—2010 гг. работал в ежемесячном бюллетене «Политический мониторинг Азербайджана» независимого Информационного агентства ТУРАН — политическим экспертом, руководителем аналитической службы, редактором.
После 2010 г. — главный консультант газеты «Азадлыг», обозреватель российского Информационного агентства Regnum; глава аналитической службы сайта Minval.Az.
27 января 2015 г. вылетел в Грузию на медицинское обследование; при сканировании сосудов был выявлен тромбоз, но З. Гулиев отказался от срочной операции; скоропостижно скончался в номере отеля. Похоронен в Баку.

### Семья
Отец — Гусейн Мурсал оглы Гулиев (1913—2009), выпускник сельскохозяйственного института и Высшей партийной школы при ЦК КПСС; участник Великой Отечественной войны; первый секретарь Сафаралиевского райкома партии (1948—1952), Исмаиллинского райкома партии (1954—1960), директор Губинского плодового совхоза № 12 (1961—1971), главный агроном Министерства совхозов Азербайджана (1972—1977); депутат Верховного Совета Азербайджанской ССР 3, 4 и 5 созывов.
Мать — Захра Джафарова (1921—1994).
Брат — Гасан Гусейн оглы Гулиев (1941—2008), профессор.
Сестра — Гулиева Баллы
Сестра — Гулиева Самая
Жена;
- два сына.

## Научная деятельность
В 1985 году в Харькове защитил кандидатскую диссертацию по философии.

### Избранные труды
- Гулиев З. Азербайджан после Гейдара Алиева. — М.: REGNUM, 2011. — 192 с. — ISBN 978-5-91887-016-7. (недоступная ссылка)